# Věštín
Věštín (německy Westin) je malá vesnice, část obce Strašín v okrese Klatovy v Plzeňském kraji. Nachází se asi 2,5 kilometru severně od Strašína. Je zde evidováno 9 adres. V roce 2011 zde trvale žilo deset obyvatel.
Věštín leží v katastrálním území Strašín u Sušice o výměře 8,6 km². Zhruba 1¼ kilometru východně od vesnice se nachází přírodní rezervace Na Volešku.

## Historie
První písemná zmínka o vesnici pochází z roku 1614.

## Obyvatelstvo
| Rok            | 1869 | 1880 | 1890 | 1900 | 1910 | 1921 | 1930 | 1950 | 1961 | 1970 | 1980 | 1991 | 2001 | 2011 | 2021 |
| -------------- | ---- | ---- | ---- | ---- | ---- | ---- | ---- | ---- | ---- | ---- | ---- | ---- | ---- | ---- | ---- |
| Počet obyvatel | 70   | 62   | 64   | 62   | 60   | 61   | 55   | 39   | 35   | 34   | 15   | 12   | 8    | 10   | 14   |
| Počet domů     | 10   | 10   | 10   | 10   | 10   | 10   | 9    | 9    | 9    | 8    | 7    | 7    | 7    | 7    | 7    |

## Galerie

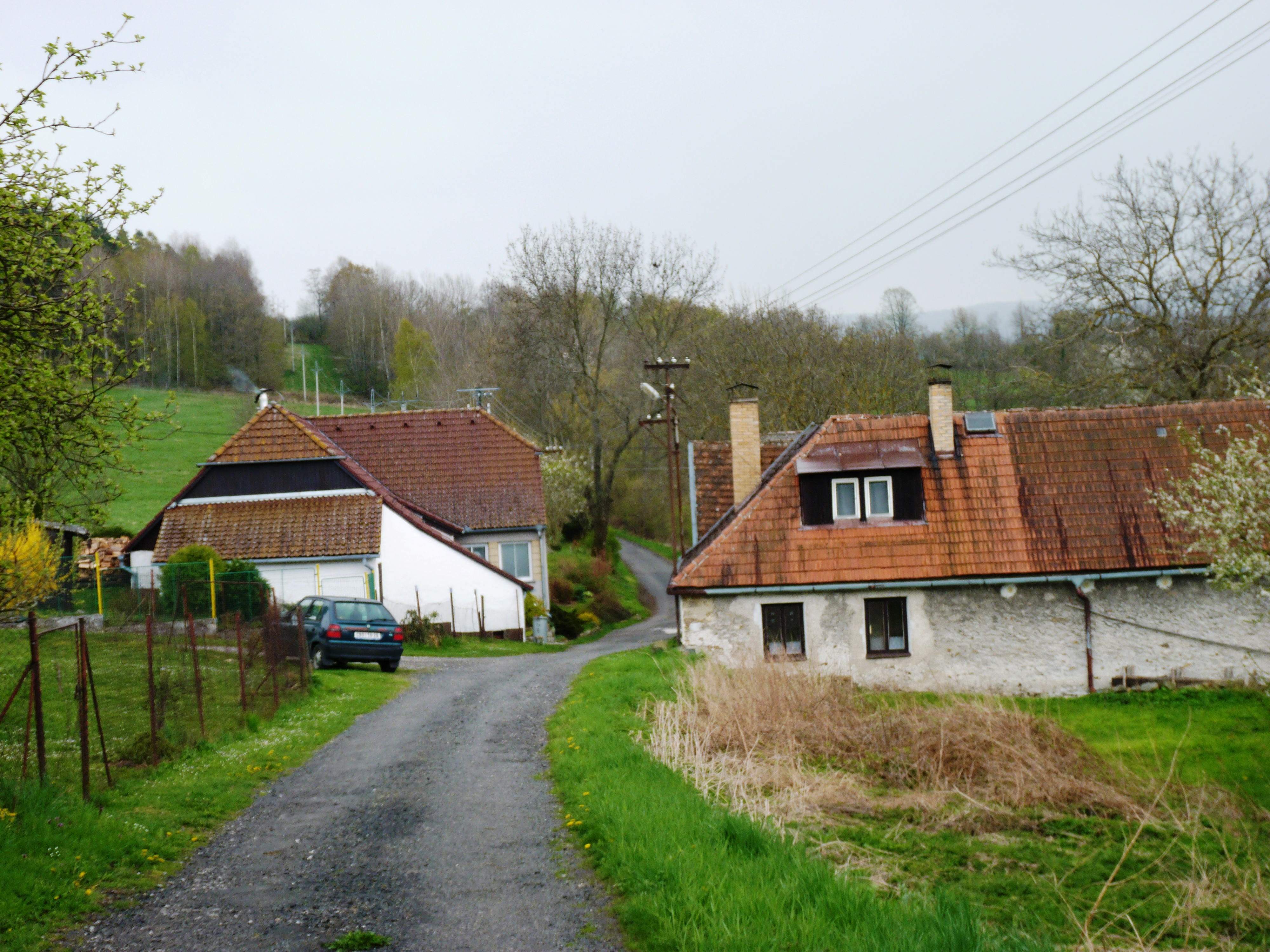
Cesta obcí
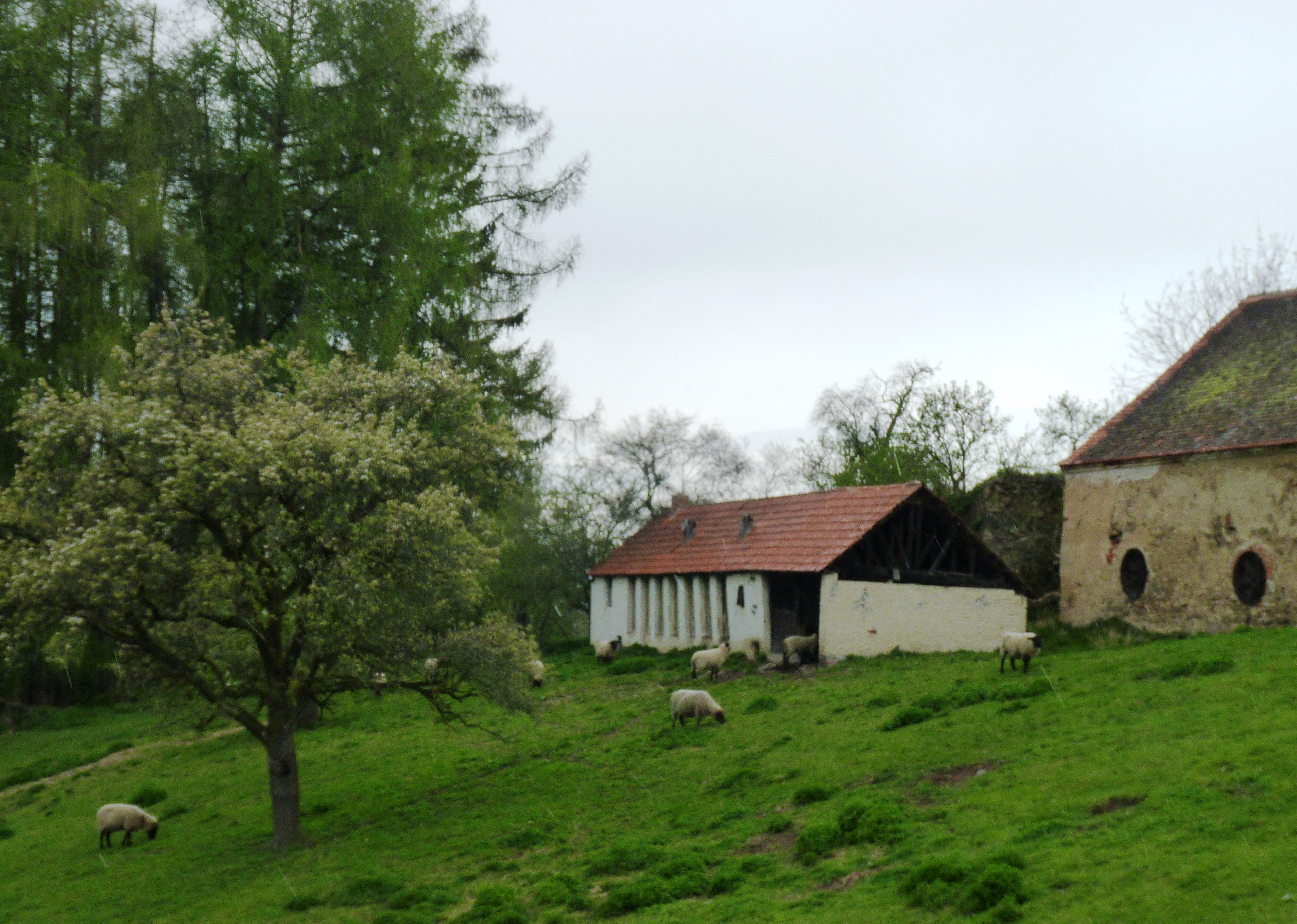
Místní hospodářské objekty
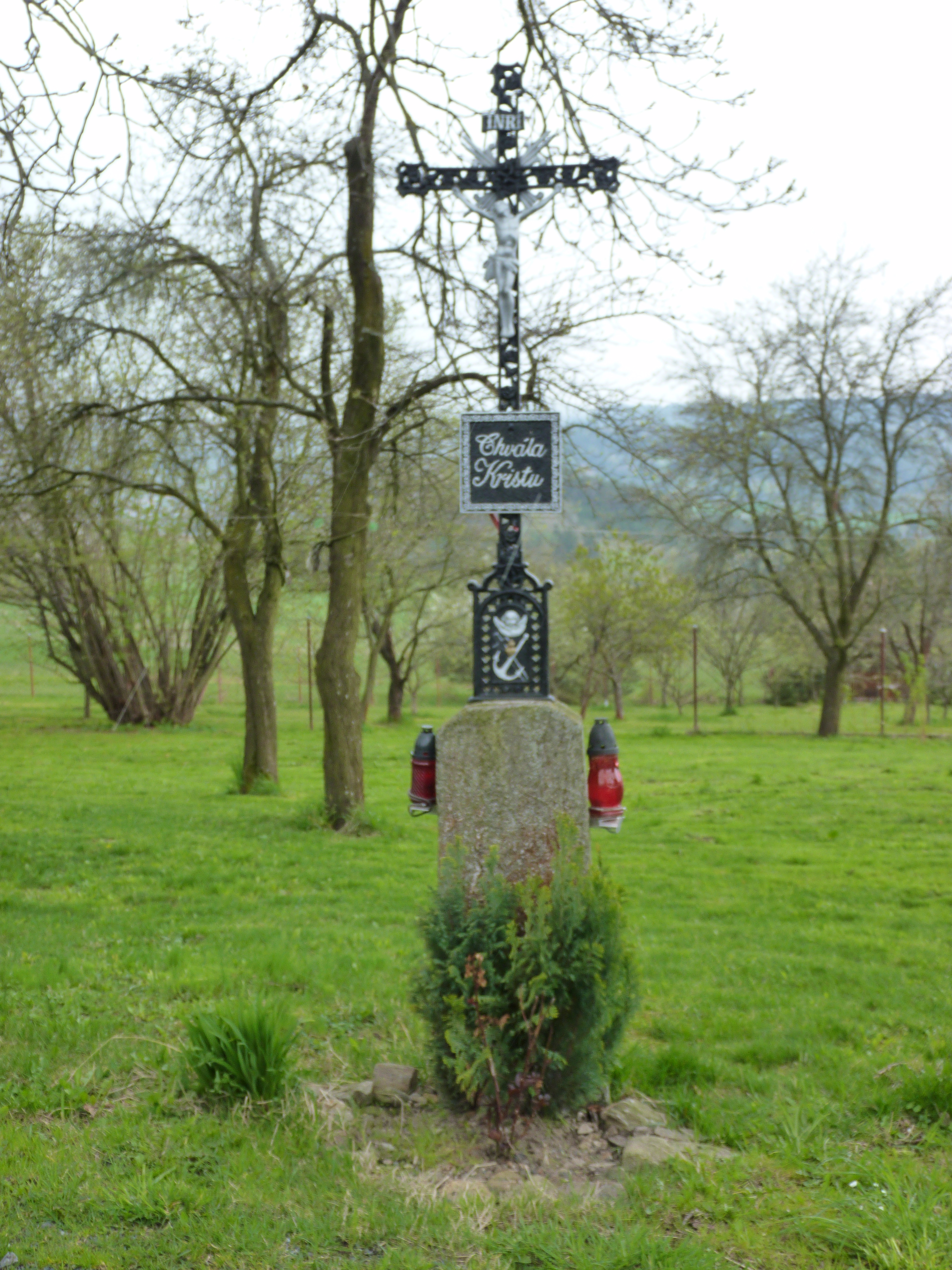
Kříž